# Biała Podlaska

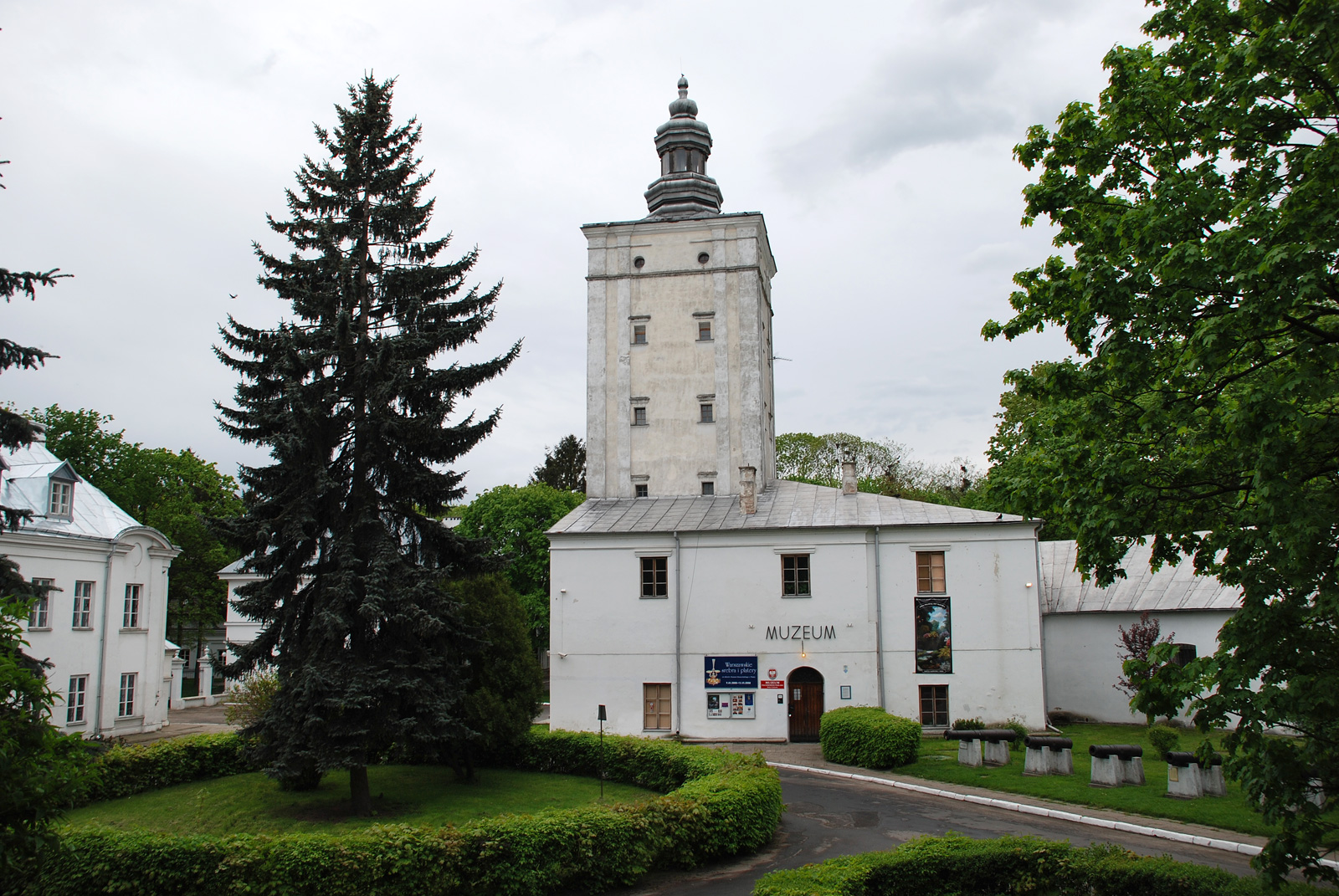
Biała Podlaska, Schlossturm und Radziwiłł-Park

Biała Podlaska [ˈbʲawa pɔd'laska]ⓘ ist eine kreisfreie Stadt in Polen in der Woiwodschaft Lublin.

## Geschichte

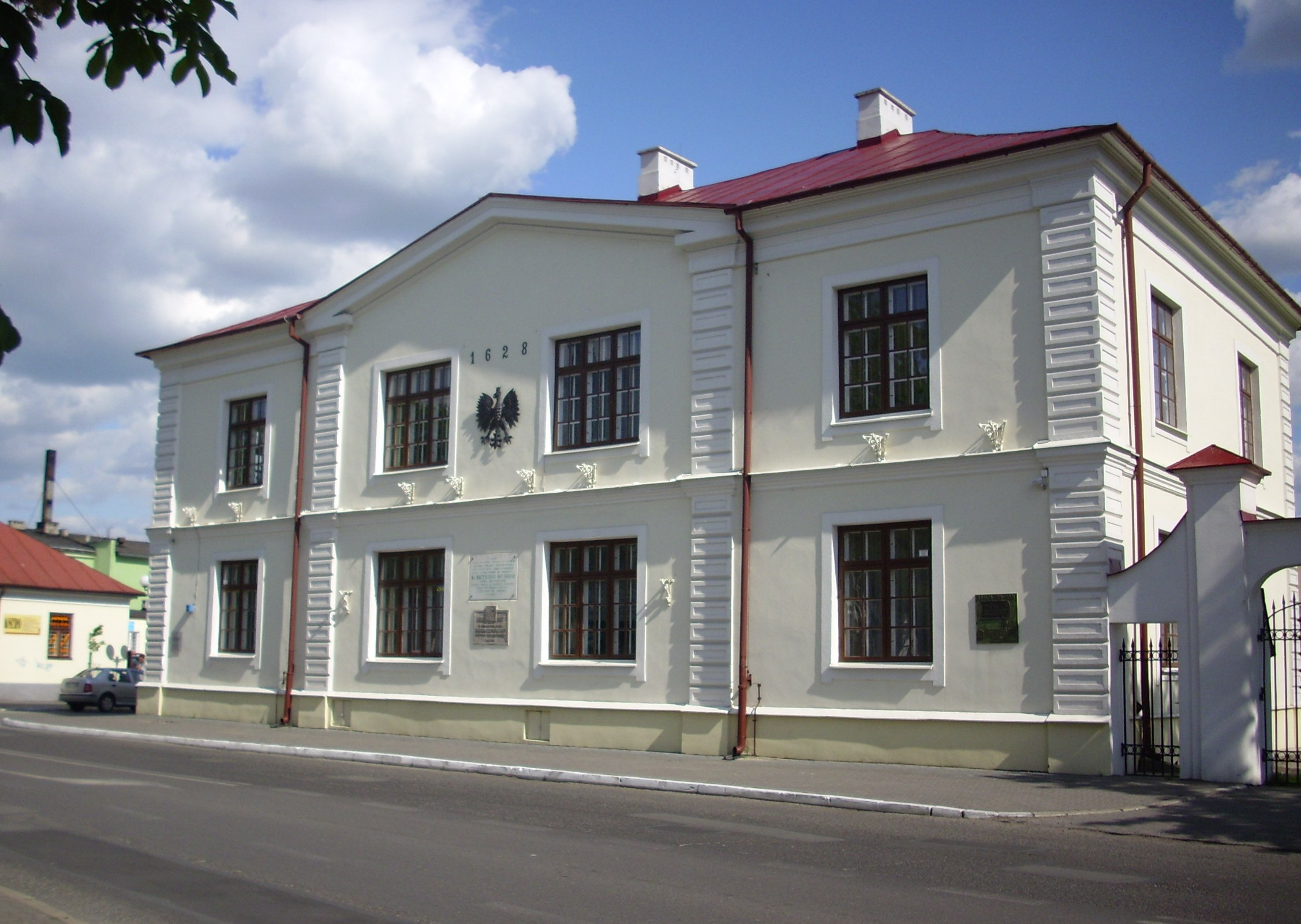
Gebäude der 1628 gegründeten Akademie

Zum ersten Mal wurde Biała Podlaska 1481 urkundlich erwähnt. 1572 wurde die Kirche St. Anna erbaut, eines der bedeutendsten Bauwerke der Stadt. Im Jahr 1622 begann der Bau eines Schlosses. 1628 wurde von Krzysztof Ciborowicz eine Akademie gegründet, in deren Gebäude sich seit 1919 das Gymnasium „Józef Ignacy Kraszewski“ befindet.
Von 1655 bis 1660 wurde der Ort während des Zweiten Nordischen Kriegs von den Schweden besetzt und dabei in großen Teilen zerstört. Der Ort erholte sich davon aber schnell und erhielt noch im 17. Jahrhundert das Stadtrecht. Aus dieser Zeit stammt auch das Wappen der Stadt: Der Erzengel Michael mit einer Waage und einem Schwert in der Hand, Luzifer als Drachen niederringend.
Im Zuge der 3. Teilung Polens wurde der Ort 1795 Österreich zugeschlagen. 1809 wurde er Teil des von Napoleon installierten Herzogtums Warschau und 1815 Teil des zum Zarenreich gehörenden Kongresspolen. 1867 wurde Biała Podlaska an das Schienennetz angeschlossen. 1919 wurde die Stadt Teil der Zweiten Polnischen Republik. 1924 nahm in der Stadt der Flugzeughersteller Podlaska Wytwórnia Samolotów (PWS) die Produktion auf. Das Werk wurde beim Überfall auf Polen am 4. September 1939 bombardiert und zu 70 % zerstört. 1939 bis 1944 war der Ort von Deutschland besetzt.
Von 1945 an war er wieder Teil Polens und von 1975 bis 1998 Hauptstadt der Woiwodschaft Biała Podlaska.

### Sitz der Familie Radziwiłł
Seit 1569 war Biała Podlaska im Besitz der Familie Radziwiłł. Unter ihrer Herrschaft blühte die Stadt auf. 1628 gründete Krzysztof Ciborowicz eine Akademie. Später wurden mehrere Kirchen und ein Krankenhaus erbaut. Durch die schwedische Invasion wurden 1655 Teile der Stadt zerstört, jedoch von Michał Radziwiłł und seiner Frau Katarzyna Sobieska wieder aufgebaut. 1670 verlieh Michael Kasimir Radziwiłł das Stadtrecht und ein Wappen, Erzengel Michael auf einem Drachen stehend. 1720 begann Anna Radziwiłł mit dem Bau des Schlossturms und des Tors. Beide Gebäude existieren noch heute. Im 18. Jahrhundert wurden die Stadt und die Festung erneut zerstört, aber wieder aufgebaut. Der letzte Erbe war Dominik Hieronim Radziwiłł, gefallen am 11. November 1813 bei Hanau als Oberst der polnischen Armee.

### Jüdische Gemeinde
Siehe: Jüdisches Krankenhaus und Neuer jüdischer Friedhof (Biała Podlaska)

### Bevölkerungsentwicklung
- 1995 – 56.300
- 2000 – 58.958
- 2005 – 58.047
- 2010 – 57.958
- 2019 – 57.352

## Politik

### Stadtpräsident
An der Spitze der Verwaltung steht der Stadtpräsident. Seit 2014 war dies Dariusz Stefaniuk (PiS), der 2018 Michał Litwiniuk (PO). Die turnusmäßige Wahl im April 2024 brachte folgendes Ergebnis:
- Michał Litwiniuk (Wahlkomitee „Präsident Michał Litwiniuk“) 53,1 % der Stimmen
- Dariusz Litwiniuk (Prawo i Sprawiedliwość) 29,7 % der Stimmen
- Adam Chodziński („Adam Chodziński Überparteiliche Lokale Verwaltung“) 11,1 % der Stimmen
- Bogusław Broniewicz (Wahlkomitee „Lokale Verwaltung Biała“) 6,0 % der Stimmen

Damit wurde Amtsinhaber Litwiniuk, der bei dieser Wahl mit einem eigenen Wahlkomitee antrat, bereits im ersten Wahlgang für eine zweite Amtszeit wiedergewählt.
Die turnusmäßige Wahl im Oktober 2018 brachte folgendes Ergebnis:
- Dariusz Stefaniuk (Prawo i Sprawiedliwość) 44,0 % der Stimmen
- Michał Litwiniuk (Koalicja Obywatelska) 32,5 % der Stimmen
- Andrzej Czapski (Wahlkomitee der Radziwiłł-Vereinigungen und lokalen Initiativen) 12,0 % der Stimmen
- Bogusław Broniewicz (Wahlkomitee „Lokale Verwaltung Biała“) 11,6 % der Stimmen

Im zweiten Wahlgang konnte sich der KO-Kandidat Litwiniuk, der auch von der PSL, der SLD und dem Pensionärsverband unterstützt wurde, mit 53,1 % der Stimmen gegen den bisherigen Amtsinhaber Stefaniuk durchsetzen, obwohl er im ersten Wahlgang mehr als zehn Prozentpunkte zurücklag, und wurde neuer Stadtpräsident.

### Stadtrat
Der Stadtrat von Biała Podlaska besteht aus 23 Mitgliedern. Die Wahl 2024 führte zu folgendem Ergebnis:
- Wahlkomitee „Präsident Michał Litwiniuk“ 44,3 % der Stimmen, 12 Sitze
- Prawo i Sprawiedliwość (PiS) 35,6 % der Stimmen, 9 Sitze
- „Adam Chodziński Überparteiliche Lokale Verwaltung“ 12,1 % der Stimmen, 2 Sitze
- Wahlkomitee „Lokale Verwaltung Biała“ 8,0 % der Stimmen, kein Sitz

Die Wahl 2018 führte zu folgendem Ergebnis:
- Prawo i Sprawiedliwość (PiS) 43,3 % der Stimmen, 11 Sitze
- Koalicja Obywatelska (KO) 36,2 % der Stimmen, 9 Sitze
- Wahlkomitee „Lokale Verwaltung Biała“ 15,8 % der Stimmen, 3 Sitze
- Wahlkomitee der Radziwiłł-Vereinigungen und lokalen Initiativen 4,7 % der Stimmen, kein Sitz

### Städtepartnerschaften
Biała Podlaska ist drei Städtepartnerschaften eingegangen:
Im Jahr 1991 mit Brest (Belarus), 1999 mit Niort, Frankreich und 2001 mit Baranawitschy (Belarus).

## Landgemeinde
Die Stadt Biała Podlaska ist eine kreisfreie Stadt. Zur Landgemeinde Biała Podlaska gehören 43 Ortschaften mit einem Schulzenamt. Die Stadt ist Sitz dieser Gmina, gehört ihr aber nicht an.

## Persönlichkeiten
- George Bridgetower (1778–1860), Violinist und Komponist afro-europäischer Abstammung
- Honorat Koźmiński (1829–1916), Kapuziner, Theologe, Seliger der römisch-katholischen Kirche
- Jossel Birstein (1920–2003), Schriftsteller
- Fryderyk Winnykamień (* 1922), Überlebender des Warschauer Ghettos
- Roman Kłosowski (1929–2018), Schauspieler
- Bogusław Kaczyński (1942–2016), Musikkritiker, Fernsehmoderator und Förderer der klassischen Musik
- Danuta Jędrejek (* 1947), Sprinterin
- Teresa Halik (1949–2015), Philologin
- Jacek Kaspszyk (* 1952), Dirigent
- Adam Krzysztof Abramowicz (* 1961), Politiker
- Wojciech Wierzejski (* 1976), Politiker
- Paulina Biranowska (* 1985), Volleyballspielerin
- Ariel Borysiuk (* 1991), Fußballspieler
- Sebastian Szymański (* 1999), Fußballspieler